# 277118 Zaandam
277118 Zaandam è un asteroide della fascia principale. Scoperto nel 2005, presenta un'orbita caratterizzata da un semiasse maggiore pari a 3,158919 UA e da un'eccentricità di 0,131653, inclinata di 10,809675° rispetto all'eclittica. Ha un diametro di 4,138 km.
È dedicato alla nave da crociera Zaandam, che a sua volta prende il nome dalla omonima città olandese.